# Adam Wodarczyk
Adam Wodarczyk (ur. 3 stycznia 1968 w Tarnowskich Górach) – polski duchowny rzymskokatolicki, doktor nauk teologicznych, biskup pomocniczy katowicki od 2015.

## Życiorys
Urodził się 3 stycznia 1968 w Tarnowskich Górach w rodzinie Henryka i Łucji z domu Cichy. W 1982 związał się z Ruchem Światło-Życie. W latach 1983–1988 kształcił się w Technikum Mechaniczno-Elektrycznym w Tarnowskich Górach, gdzie złożył egzamin dojrzałości, po czym podjął studia w Wyższym Śląskim Seminarium Duchownym w Katowicach. Święceń prezbiteratu udzielił mu 14 maja 1994 w archikatedrze Chrystusa Króla w Katowicach miejscowy arcybiskup metropolita Damian Zimoń. Inkardynowany został do archidiecezji katowickiej. Magisterium z teologii uzyskał na Papieskim Fakultecie Teologicznym w Krakowie. Dalsze studia odbył na Katolickim Uniwersytecie Lubelskim, gdzie w 1998 otrzymał licencjat z liturgiki, a w 2000 licencjat z teologii pastoralnej. W latach 2000–2001 studiował w Studium Kanonizacyjnym przy Kongregacji Spraw Kanonizacyjnych w Rzymie, które ukończył z licencją kongregacji. W 2007 na Wydziale Teologicznym Uniwersytetu Śląskiego w Katowicach uzyskał doktorat z nauk teologicznych w zakresie teologii pastoralnej na podstawie dysertacji Ksiądz Franciszek Blachnicki (1921–1987) – życie i działalność.
W latach 1994–1998 pracował jako wikariusz w parafii św. Jadwigi Śląskiej w Chorzowie. Był katechetą w Zespole Szkół Mechanicznych w Chorzowie, a także rezydentem w parafii św. Jana Nepomucena w Bytomiu. Związany z Ruchem Światło-Życie, pełnił funkcje animatora i moderatora grup różnych stopni formacji i moderatora diakonii różnych poziomów diecezjalnych, a w latach 2007–2015 moderatora generalnego Ruchu. W 2001 został postulatorem procesu beatyfikacyjnego ks. Franciszka Blachnickiego, założyciela Ruchu Światło-Życie. W Konferencji Episkopatu Polski był ponadto w latach konsultorem Rady ds. Duszpasterstwa Młodzieży, wszedł również w skład Zespołu ds. Nowej Ewangelizacji (działającego przy Komisji Duszpasterstwa) i Krajowej Rady Misyjnej. W 2013 podjął wykłady zlecone z teologii pastoralnej na Wydziale Teologicznym Uniwersytetu Śląskiego.
13 grudnia 2014 papież Franciszek mianował go biskupem pomocniczym archidiecezji katowickiej ze stolicą tytularną Pomezania. Święcenia biskupie otrzymał razem z Markiem Szkudłą 6 stycznia 2015 w archikatedrze Chrystusa Króla w Katowicach. Udzielił mu ich Wiktor Skworc, arcybiskup metropolita katowicki, w asyście Damiana Zimonia, emerytowanego arcybiskupa metropolity katowickiego, i Stefana Cichego, emerytowanego biskupa diecezjalnego legnickiego. Na dewizę biskupią wybrał słowa „Światło-Życie”. 25 czerwca 2015 odbył ingres do konkatedry św. Jana w Kwidzynie, dawnej katedry jego tytularnej diecezji. W archidiecezji katowickiej objął urząd wikariusza generalnego, wszedł w skład rady kapłańskiej i kolegium konsultorów. Powierzone mu zostały kwestie formacji wspólnot parafialnych, zwłaszcza Ruchu Światło-Życie i Domowego Kościoła, a także sprawy instytutów życia konsekrowanego i stowarzyszeń życia apostolskiego.
W ramach prac Konferencji Episkopatu Polski został w 2018 delegatem ds. Ruchów Katolickich i Stowarzyszeń Katolickich, wszedł w skład Rady ds. Kultury i Ochrony Dziedzictwa Kulturowego, Rady ds. Rodziny oraz Zespołu ds. Nowej Ewangelizacji (w ramach Komisji Duszpasterstwa), a ponadto został członkiem Krajowej Rady Misyjnej.

## Wyróżnienia
W 2016 nadano mu honorowe obywatelstwo Tarnowskich Gór.